# Воденице моравке на Западној Морави
Воденице моравке на Западној Морави је грађевина која је саграђена између Првог и Другог светског рата. С обзиром да представља значајну историјску грађевину, проглашена је непокретним културним добром Републике Србије. Налази се у Кукљину, под заштитом је Завода за заштиту споменика културе Краљево.

## Историја
Воденице моравке су грађене на рекама Ибар, Западна и Велика Морава, на местима недалеко од центра села где се скелом прелазила река. Грађене су у групама, а свака је била у власништву више домаћина из једне фамилије. Једна од две заштићене воденице је премештена почетком 20. века у Краљево на Ибар где јој се губи сваки траг. Другу воденицу је однела поплава 2011. године тако да у селу Кукљин сада не постоји ни једна. Нестанком воденица је изгубљен део непокретног културног наслеђа Поморавља, али и део духовне културе српског народа. У централни регистар су уписане 29. октобра 1990. под бројем СК 892, а у регистар Завода за заштиту споменика културе Краљево 3. августа 1990. под бројем СК 173.